# لعبة طفل 3 (فلم)
لعبة طفل 3؛ ويعرف أيضاً بـ لعبة طفل 3: انظروا من يتعقب Child's Play 3: Look Who's Stalking، الفيلم الثالث من سلسلة أفلام لعبة طفل. أُنتج في 1991. كتبه دون ماسيني، وقام ببطولته براد دوريف في صوت تشاكي.
ذاع صيت الفيلم في المملكة المتحدة عندما اقترحت بعض الصحف المحلية أن للفيلم كان تأثير على الطفلين المتورطان في مقتل جيمس بولجر، ولكن المحقيقين المسؤولين على القضية رفضوا هذا المقترح.

## الحبكة
أعيد إحياء تشاكي مُجدداً بفضل شركة دُمى الصديق الصالح بعد ثماني سنوات من أحداث لعبة طفل 2، ليكتشف أن آندي دخل مدرسة عسكرية، فأرسل نفسه بالبريد إليه، وفي المدرسة يجد تشاكي صبياً اسمه تايلر يُقرر أن ينقل روحه إليه. يكتشف آندي ذلك ويقرر فعل المستحيل لمنع تشاكي من فعل ما يريد.

## وصلات خارجية
- مقالات تستعمل روابط فنية بلا صلة مع ويكي بيانات
- تشاكي هوليكس